# Gyponana marita
Gyponana marita är en insektsart som beskrevs av Delong och Freytag 1964. Gyponana marita ingår i släktet Gyponana och familjen dvärgstritar. Inga underarter finns listade i Catalogue of Life.